# Центр фотографии имени братьев Люмьер
Центр фотографии имени братьев Люмьер — музейно-выставочная организация, расположенная на территории бывшей кондитерской фабрики «Красный Октябрь» в Москве.
В Центре расположены кафе, библиотека, специализирующаяся на фотографии, и книжный магазин PhotoBookPoster.

## История
Центр был основан в 2010 году Натальей Григорьевой-Литвинской и Эдуардом Литвинским на базе фотографической коллекции супругов. Деятельность Центра направлена на изучение и популяризацию отечественной и зарубежной фотографии, поддержку молодых российских авторов, а также ориентирована на исследования в области медиа культуры.
С февраля 2021 года Центр фотографии имени братьев Люмьер на Красном Октябре (по адресу Болотная набережная 3, стр. 1) закрылся. В апреле 2021 года Центр открылся в новом формате Галереи Люмьер по адресу Большая Полянка 61 стр. 1.
Работы из коллекции Центра входили в состав многочисленных выставок, организованных на отечественных и зарубежных площадках. В частности они были показаны на биеннале фотографии в Хьюстоне «Fotofest 2012», Триеннале современного искусства «Bergen Assembly», в Музее Современного Искусства «Гараж», Еврейском музее и центре толерантности в Москве, Московском выставочном объединении «Манеж».
Выставочные проекты Центра были показаны в Государственном Русском музее и Музее Эрарта в Санкт-Петербурге, Красноярском музейном центре, Череповецком музейном объединении, Казанской Ратуше, Екатеринбургском музее изобразительных искусств и в Центре Гейдара Алиева (Баку, Азербайджан).

## Коллекция

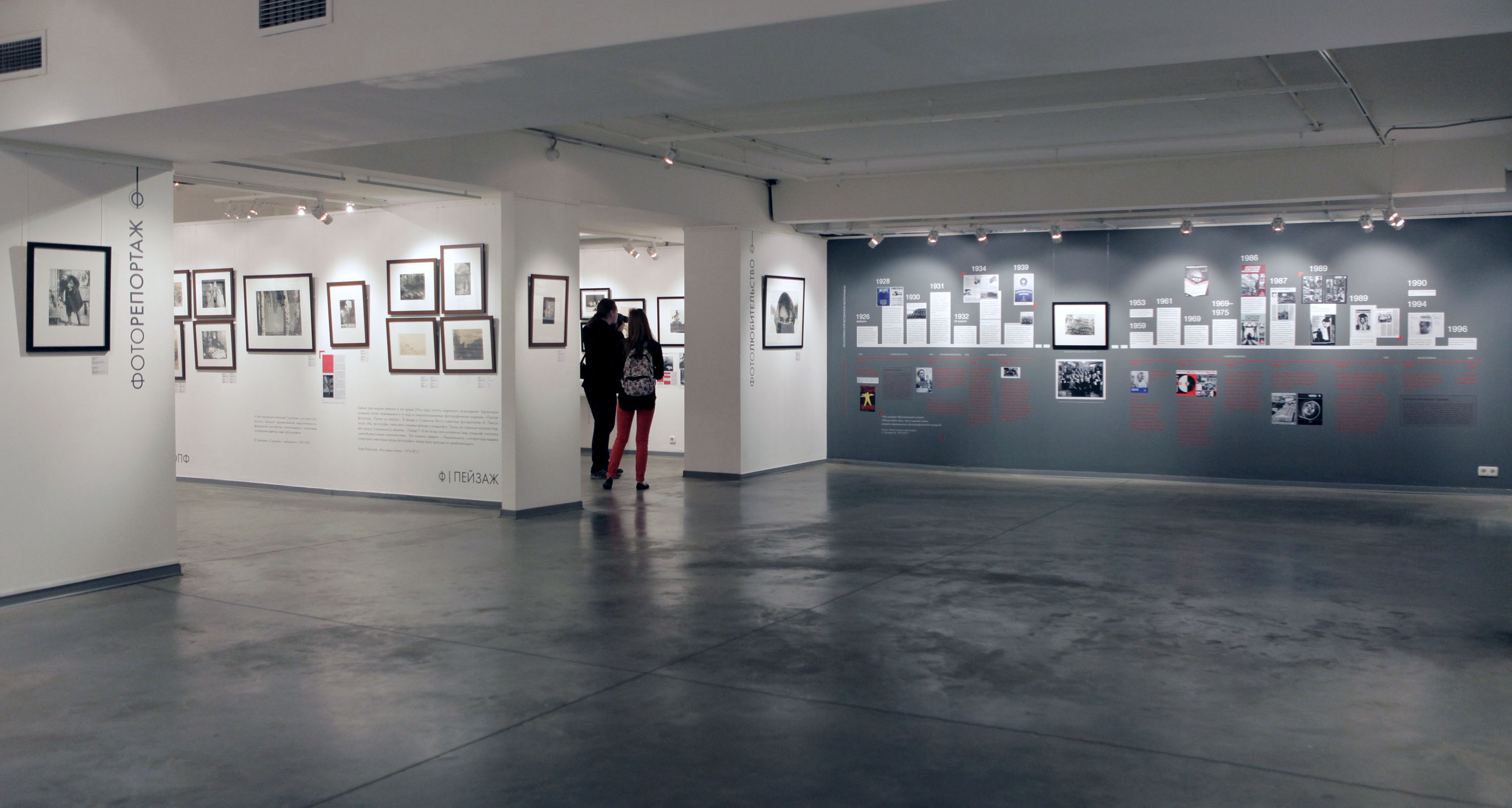
Большой зал Центра фотографии им. братьев Люмьер

Коллекция Центра существует более 20 лет и насчитывает около 13 тысяч оригинальных отпечатков отечественных и зарубежных авторов.
В состав коллекции входят работы выдающихся русских фотографов конца XIX — начала XX века: Карла Буллы, Александра Гринберга и Юрия Еремина.
Значимую часть коллекции также составляют работы фотографов советского авангарда: Александра Родченко, Бориса Игнатовича, Елеазара Лангмана, Михаила Прехнера, Аркадия Шайхета, Георгия Петрусова, Якова Халипа. Также фотография раннесовесткого периода представлена снимками Макса Альперта, Марка Маркова-Гринберга, Ивана Шагина, Наума Грановского, Эммануила Евзерихина, Георгия Зельмы, Владислава Микоши.
В коллекцию входят военные репортажи Александра Устинова, Михаила Трахмана, Евгения Халдея, Дмитрия Бальтерманца, Роберта Диамента, Якова Рюмкина, Георгия Липскерова, Василия Куняева, репортажи конца 1940-х-1950-х работами Николая Хорунжего, Алексея Гостева, Семена Фридлянда.
Центр обладает уникальным собранием снимков репортеров и клубных фотографов 1960-70-х годов: Валентина Хухлаева, Андрея Князева, Василия Егорова, Михаила Савина, Всеволода Тарасевича, Александра Абазы, Льва Бородулина, Нины Свиридовой и Дмитрия Воздвиженского, Игоря Гаврилова, Николая Драчинского, Юрия Кривоносова, Владимира Лагранжа, Юрия Лунькова, Льва Шерстенникова, а также классиков литовской школы фотографии, развитие которой также пришлось на этот период: Антанаса Суткуса, Александра Мацияускаса, Виталия Бутырина, Ромуальдаса Пожерскиса, Ромуальдаса Раускаса, Вацловаса Страукаса, Виргилиуса Шонта.
Альтернативные направления в фотографии, появившиеся в Советском Союзе в 1970—1980-х годах, представлены в фонде работами последователей харьковской школы фотографии: Валеры и Наташи Черкашиных, объединений «Шило» и «Boba-group»; участников казанской группы «ТАСМА» и новокузнецкой «ТРИВА», независимых фотографов Владимира Первенцева, Александра Гращенкова, Вячеслава Тарновецкого, Юрия Транвиллицкого, Владимира Филонова, Игоря Савченко, Владимира Антощенкова.
Новые течения в фотографии, сформировавшиеся в конце 1980-х начале 1990-х, отражены в коллекции работами концептуального фотографа Вадима Гущина и представителя петербуржской школы фотографии Александра Китаева.

## Программы
Выставочная программа направлена на изучение и представление фотографии самой широкой аудитории. Программа основана на работе с коллекцией Центра, фотографами, частными коллекционерами и фотографическими ассоциациями.
Исследовательская деятельность, сфокусированная на изучении и переосмыслении российской фотографии XX века, является базой для реализации выставочных проектов. Групповые выставки, прослеживающие историю советской фотографии через призму жанров («Мы», «PROзавод», «Московские истории. XX век. Часть I», «Московские истории. XX век. Часть II») и культурных явлений («Советское фото», «Иконы 60-80», «Иконы 90-х», «Время колокольчиков»), направлены на представление отечественного искусства в контексте мировой художественной истории.
Центр уделяет особое внимание изучению процессов, происходивших в советской и российской фотографии с начала 1950-х годов до наших дней. Центр открыл для широкой публики репортажную и клубную фотографию оттепели выставкой «Советское фотоискусство 1960—1970-х» (2010). Сотрудничество с литовскими фотографами и Союзом фотоискусства Литвы реализовалось в проекте «Классики литовской фотографии», в рамках которого состоялись выставки «Феномен Литовской школы. Западная фотография в СССР» (2010), «Гений места» (2014), ретроспективная выставка Ромуальдаса Пожерскиса (2014), персональная выставка Антанаса Суткуса «Босоногое детство» (2016).
Исследованию независимой советской фотографии, альтернативной официальному репортажу и клубным движениям, посвящён проект «Фото 80-90», включающий выставки Владимира Филонова (2015), Игоря Савченко (2013), Владимира Антощенкова (2012), Вячеслава Тарновецкого (2014), Александра Китаева (2011), проект Валеры и Наташи Черкашиных «Конец Эпохи» (2011), выставку представителей Харьковской школы фотографии «Акт неповиновения» (2013).
На площадке Центра проходят выставки молодых российских авторов, представленных на международной арене современной фотографии «Опыты броуновского движения» (2015), «Ирония как ландшафт» (2016), «Поле зрения» (2016).
В Центре прошли выставки классиков европейской и американской фотографии, среди которых один из самых влиятельных фэшн-фотографов второй половины 20 века Ги Бурден, представитель школы западного побережья США Уинн Баллок, участник «Фотолиги» Гарольд Файнстайн, репортеры золотого века американской журналистики — Рут Оркин, Стив Шапиро, Гарри Бенсон, фотограф-гуманист Сабин Вайс, концептуалист Арно Рафаэль Минккинен, американский архитектурный фотограф XX века Эзра Столлер. Центр также работает с молодыми, но уже успевшими заявить о себе авторами, такими как Майлз Олдридж, Лоран Шеер, Эрик Йоханссон, Сигэру Ёсида, Мазаччо и Дровилал.
Образовательная программа нацелена на развитие знаний и навыков в области фотографии и создание условий для публичной дискуссии между различными участниками фотографической сцены. Программа включает экскурсии по текущим выставкам, лекции, мастер-классы, кинопоказы, творческие встречи и панельные дискуссии при участии фотографов, критиков, кураторов. В Центре прошли встречи с такими авторами как Стив Шапиро, Гарри Бенсон, Арно Рафаэль Минккинен, Майлз Олдридж, Лоран Шеер, дуэтом Мазаччо и Дровилал и многими другими.

## Публикации
Центром изданы следующие книги, альбомы и каталоги:
- Фото 60-70. — Москва: Центр фотографии им. братьев Люмьер, 2008. — 344 с. — ISBN 978-5-9901613-1-3.
- Наталья Григорьева, Наталья Пономарева. Москва Наума Грановского / Moscow of Naum Granovsky. — Москва: Центр фотографии им. братьев Люмьер, 2009. — 160 с. — ISBN 978-5-9901613-2-0.
- Наталья Григорьева, Елена Гущина. Иконы 1960-1980. — Москва: Центр фотографии им. братьев Люмьер, 2010. — 230 с. — ISBN 978-5-9901613-3-7.
- Наталья Григорьева, Наталья Пономарева, Ксения Климанова. Иконы 1990-х. — Москва: Центр фотографии им. братьев Люмьер, 2011. — 240 с. — ISBN 978-5-905196-02-7.
- Советская эпоха Маркова-Гринберга. — Москва: Центр фотографии им. братьев Люмьер, 2012. — 150 с. — ISBN 978-88-6208-226-6.
- Время колокольчиков. Каталог выставки. — Москва: Центр фотографии им. братьев Люмьер, 2013. — 116 с. — ISBN 9785905196034.
- Наталья Григорьева, Наталья Пономарева, Екатерина Зуева, Яна Искакова. Московские истории. XX век. — Москва: Центр фотографии им. братьев Люмьер, 2013. — 160 с. — ISBN 978-5-98797-076-8.
- PROзавод. Индустриальная фотография в России. XX век. — Москва: Центр фотографии им. братьев Люмьер, 2014. — 48 с. — ISBN 978-5-905196-04-1.
- Покорение. Наследник авангарда Яков Халип. — Москва: Центр фотографии имени братьев Люмьер, 2016. — ISBN 978-5-98797-124-6.
- Fashion фотография XX—XXI веков. Коллекция Фонда Still Art — Москва: Галерея имени братьев Люмьер, 2018. — 112 с.
- Коллекция фонда «Still Art» Москва, 2019. — Москва: Галерея имени братьев Люмьер, 2019. — 112 c.
- Fashion фотография XX—XXI веков. Коллекция Фонда Still Art. 2-е издание — Москва: Галерея имени братьев Люмьер, 2020. — 112 с.